# Клад (пьеса)
«Клад» (лат. Aulularia) — комедия-паллиата римского драматурга Тита Макция Плавта, написанная и поставленная между 191 и 184 годами до н. э. Сохранилась большая часть текста, финал известен только по стихотворному пересказу содержания, созданному примерно во II веке н. э.
Греческий первоисточник Плавта в этом случае неизвестен. Существовало множество комедий со схожими сюжетами, но их тексты утрачены, так что найти оригинал невозможно. О дате написания «Клада» сохранившиеся источники ничего не сообщают. Однако один из персонажей комедии протестует против отмены Оппиева закона, которая состоялась в 195 году до н. э., а другой упоминает пост Цереры, учреждённый в 191 году до н. э. Таким образом, пьеса была написана после 191 года до н. э. и до 184 года до н. э., когда умер её автор.
Главный мотив комедии — высмеивание скупости. Один из центральных персонажей, бедняк Эвклион, находит горшок с золотом, но не тратит деньги и продолжает вести самую жалкую жизнь. Это мешает счастью его дочери Федры, которая не может выйти замуж за обесчестившего её юного аристократа Ликонида, отца её ребёнка. На руку Федры претендует дядя Ликонида Мегадор, но он отказывается от своих претензий ради племянника, когда узнаёт обо всём. В финале Эвклион понимает свою правоту и передаёт горшок с золотом Федре в качестве приданого.
Пьеса обрела широкую известность и оказала влияние на многие произведения европейской литературы, в которых появляется образ скупца. В их числе «Скупой» Мольера, «Венецианский купец» Уильяма Шекспира, повести и романы Оноре де Бальзака, «Скупой рыцарь» Александра Пушкина.